# Влодзімєж Ледуховський
Влодзімєж Ледуховський (пол. Włodzimierz Ledóchowski; 7 жовтня 1866, Лосдорф — 13 грудня 1942, Рим) — двадцять шостий генерал Товариства Ісуса і восьмий після його відновлення в 1814. Представник шляхетського роду Ледуховських гербу Шалава.

## Життєпис
Народився в місті Лосдорф (нині Австрія). Походив із знатного українсько-польського шляхетського роду Ледуховських. Одна з його сестер, Уршуля Ледуховська, була проголошена святою в 2003 році; інша сестра, Марія Тересія Ледуховська, проголошена блаженною у 1975 році. 
У 1877—1884 роках навчався у віденській дворянської академії Терезіанум, закінчив її з золотою медаллю. Деякий час був пажем імператриці Єлизавети.
Після закінчення академії продовжував навчання в Ягелонському університеті у Кракові і Папському Григоріанському університеті в Римі, де в 1889 році захистив докторську дисертацію з філософії.
У 1889 році вступив до новіціату єзуїтів в галицькому м. Коросно (тоді Австрія, нині Польща). Незабаром склав обіти. Священничі свячення прийняв 10 червня 1894 року. З 1900 року — ректор краківської колегії єзуїтів, з 1902 року провінційний настоятель Галичини.
За два роки до завершення Добромильської реформи галицьких василіян (1882—1904), яку проводили єзуїти, Апостольський престол призначив Влодзімєжа Ледуховського Апостольським делегатом і візитатором Василіянського Чину. Ним він залишався короткий час ще й після передачі управи василіянам у 1904 році.
Брав участь в заснуванні Папського Біблійного Інституту в Римі 7 травня 1909 року.
Генеральний настоятель Франц Вернц помер у серпні 1914 року. На черговій конгрегації Товариства в лютому 1915 року Влодзімєж Ледуховський був обраний наступним главою єзуїтів. Обрання припало на важкий час, коли в Європі йшла перша світова війна, а Італія і Австрія були по різні боки фронту. Тому після обрання Влодзімєж Ледуховський, як австрійський підданий, був змушений залишити Рим і оселитися в Швейцарії. До Риму він повернувся тільки після закінчення війни.
Під його керівництвом була переглянута конституція Товариства Ісуса відповідно до Кодексу Канонічного Права, що вийшов у 1917 році. Особливу увагу на посаді Ледуховський приділяв питанням освіти. При ньому була проведена реформа всіх єзуїтських колегій, у всіх навчальних центрах була введена єдина система освіти. За його ініціативою для Григоріанського університету було побудовано новий будинок на Пьяцца делла Пілота.
Після приходу більшовиків до влади в Росії Ледуховський звертав велику увагу на переслідування вірних. У 1923 році був одним з ініціаторів створення місії з допомоги голодуючим в Росії. У 1929 році єзуїти очолили новостворену Папську колегію Руссікум. У 1930 році Влодзімєж Ледуховський видав лист «Про дуже сумний стан релігії в Росії і про те, що з нашого боку слід почати», де описував переслідування християн і закликав членів ордена готуватися для майбутньої місії в Росії.
Під час його керування кількість єзуїтів у світі зросла з 16 940 членів у 1915 році до 26 588 в 1942 році. Число провінцій ордена зросло з 27 до 50.
Помер 13 грудня 1942 в Римі і був похований на римському кладовищі Кампо Верано.